# Claveisolles
Claveisolles ist eine französische Gemeinde mit 557 Einwohnern (Stand: 1. Januar 2022) im  Département Rhône in der Region Auvergne-Rhône-Alpes. Sie gehört zum Arrondissement Villefranche-sur-Saône, zum Kanton Thizy-les-Bourgs (bis 2015: Kanton Lamure-sur-Azergues) und ist Mitglied im Gemeindeverband L’Ouest Rhodanien. Die Einwohner werden Claveisolliens genannt.

## Geographie
Claveisolles liegt rund 45 Kilometer nordnordwestlich von Lyon und etwa 20 Kilometer nordwestlich von Villefranche-sur-Saône am Flüsschen Aze. An der nordwestlichen und südwestlichen Gemeindegrenze verläuft der Azergues. Umgeben wird Claveisolles von den Nachbargemeinden Poule-les-Écharmeaux im Norden und Nordwesten, Saint-Didier-sur-Beaujeu im Nordosten, Marchampt im Osten, Le Perréon im Südosten, Lamure-sur-Azergues im Süden sowie Saint-Nizier-d’Azergues im Westen.

## Bevölkerungsentwicklung
| Jahr                       | 1962 | 1968 | 1975 | 1982 | 1990 | 1999 | 2006 | 2013 |
| Einwohner                  | 619  | 562  | 523  | 503  | 519  | 554  | 582  | 649  |
| Quellen: Cassini und INSEE |      |      |      |      |      |      |      |      |

## Sehenswürdigkeiten
- Kirche Saint-Laurent
- Schloss Le Sablon aus dem 17. Jahrhundert
- Konvent von Claveisolles

## Weblinks

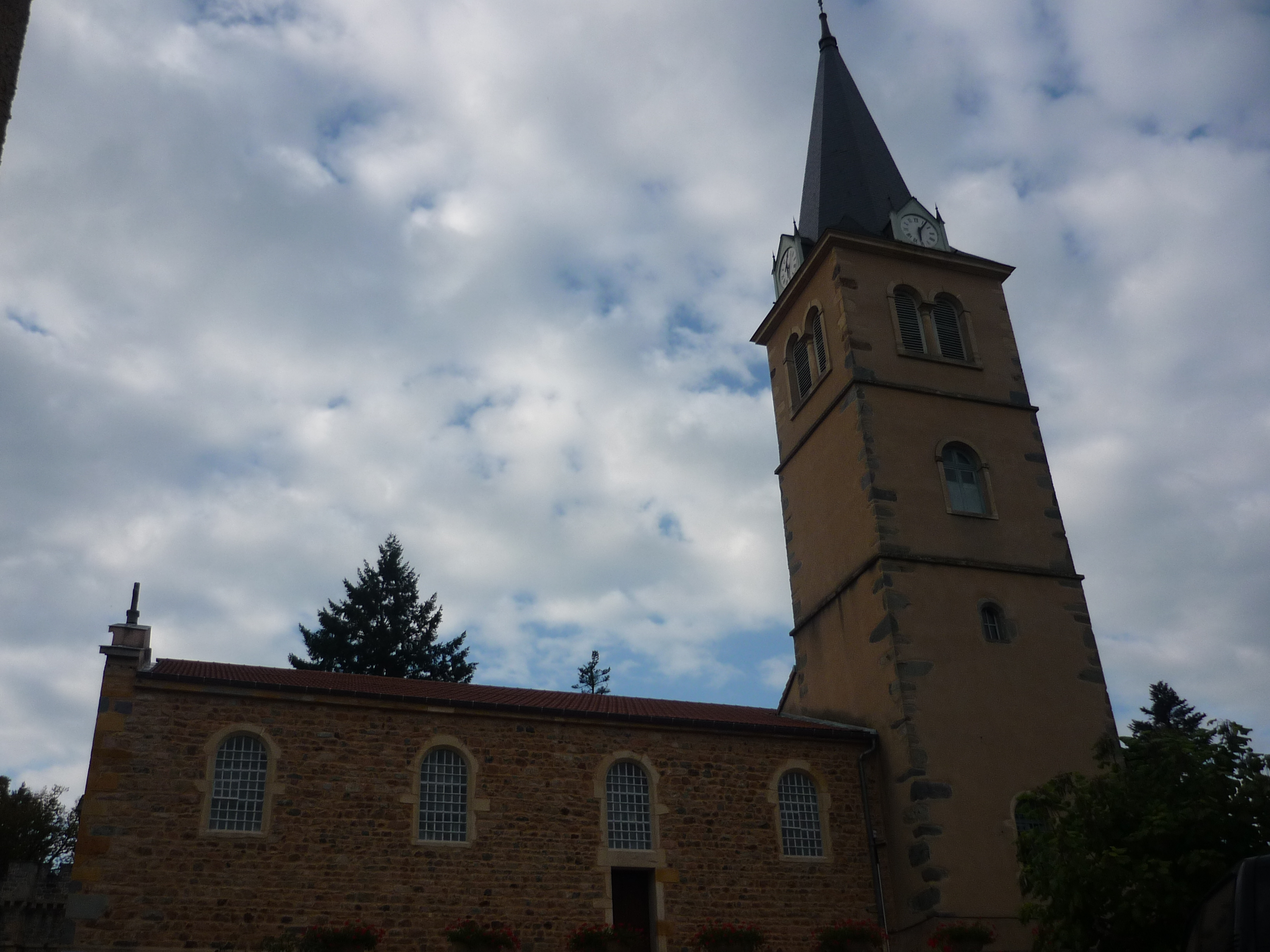
Kirche Saint-Laurent